# First Love (Yiruma)
First Love è il secondo album del pianista sud coreano Yiruma, pubblicato il 1º dicembre del 2001.
Quest'album rappresenta una tappa fondamentale nella carriera del musicista, segnandone il suo successo a livello mondiale. Contiene le tracce più famose "Love Me", "River flows in you" e "May Be".

## Tracce
1. I – 4:11
2. Maybe – 4:00
3. Love Me – 4:06
4. River Flows in You – 3:10
5. Passing By – 4:37
6. It's Your Day – 3:41
7. When the Love Falls – 3:18
8. Left My Hearts – 3:12
9. Time Forgets... – 4:58
10. On the Way – 4:39
11. Till I Find You – 3:44
12. If I Could See You Again – 3:25
13. Dream A Little Dream of Me – 2:12
14. I... – 4:15
15. Farewell – 2:29
16. Kiss the Rain (Altra Versione) – 4:26
17. When The Love Falls (Altra Versione) – 3:49
18. I (Altra Versione) – 4:15